# Resolució 2178 del Consell de Seguretat de les Nacions Unides
La Resolució 2178 del Consell de Seguretat de les Nacions Unides fou adoptada per unanimitat el 24 de setembre de 2014. El Consell va comdemnar la violència extremista i va demanar als Estats membres que impedissin que es prohibís viatjar a aquells que donen suport als terroristes i que es redueixin els seus ajuts financers.

## Contingut
El terrorisme s'havia estès arreu del món i en diverses parts del món s'hi havia produït atemptats terroristes en sèrie, motivats també per la intolerància i l'extremisme. S'havia d'abordar les condicions que donaven al terrorisme un terreny de cultiu i els Estats membres havien de fer tot el possible per resoldre conflictes i evitar que els grups terroristes es fessin forts. Les mesures adoptades havien de complir amb el dret internacional.
Un problema greu eren els terroristes que viatjaven a l'exterior per formar-s'hi o per participar en activitats terroristes, a vegades en el context d'un conflicte armat. Aleshores s'unien a organitzacions com Estat Islàmic, ANF i grups d'Al Qaeda. S'havien creat xarxes internacionals per finançar-les i s'usaven cada cop més les tecnologies de la comunicació com internet per reclutar acòlits, incitar a actes terroristes i recaptar diners.
El Consell va destacar que el terrorisme no es pot associar amb la religió, la nacionalitat o la societat. També es va reconèixer que el terrorisme no pot ser derrotat només per mitjans militars. Ja s'han pres iniciatives, com el Fòrum Global contra el Terrorisme. Interpol també treballa contra el problema dels terroristes reclutats a l'estranger. Es va demanar als Estats membres que intensifiquessin la lluita contra el fenomen, inclosa la prevenció de la radicalització i el reclutament de terroristes estrangers, reduir el suport financer als terroristes i assegurar el suport a aquests que deixin les armes. També calia lluitar contra els terroristes que intentaven viatjar a l'estranger i els que els reclutaven i finançaven.